# 红花芒毛苣苔
红花芒毛苣苔（学名：Aeschynanthus moningerae）为苦苣苔科芒毛苣苔属下的一个种。小灌木，生于山谷林中或溪边石上，海拔800-1200米。

## 扩展阅读
- 維基物種上的相關：红花芒毛苣苔